# Guillermo Andrade
Guillermo Andrade (13 de junio de 1833, Hermosillo Sonora – 1905 Ciudad de México) fue un cónsul, comisionista, empresario naviero, terrateniente, y hombre de negocios mexicano, “El padre del Valle de Mexicali”.

## Primeros años
Hijo de padres españoles radicados en Hermosillo. Estudió en España y Francia. Tuvo que volver de Europa a la muerte de sus padres para hacerse cargo de los negocios familiares heredados, que eran plantaciones de azúcar y sus ingenios, los cuales dirigió Guillermo, hasta sus treinta años de edad (1863). Algunos historiadores mencionan a Andrade como “el General”, y se cree que debe a su relación con el Porfirio Díaz, a raíz de un apoyo que Andrade le dio a Díaz en el control de la rebelión de Manuel Márquez de León cuando éste cabalgaba por los linderos del Río Colorado, en 1880.

## Trayectoria profesional
Como empresario, radicó en San Francisco bajo la firma de Gaxiola y Andrade, quienes eran comerciantes de madera, lana y comisionista en lo general. Fue cónsul de México en Los Ángeles, por lo que conoció a inversionistas y políticos de ambos lados de la frontera. En sus andanzas en los negocios y la política, conoció Baja California, la cual visionó para ella un potencial. 

## Conquista del Valle de Mexicali

### La visión.
Desde conoció Baja California y en especial la planicie inhóspita en esa parte baja del Río Colorado vio para ésa zona un futuro agrícola prometedor, en el cual Guillermo soñó construir un imperio agrícola en el que se cultivarían algodón, maíz y otras verduras para su propio uso. De lo establecido por la Ley del 20 de julio de 1863 y con la idea de explotar dichas tierras. Así visiona Andrade un futuro en lo que se denominaría Valle de Mexicali. 

### Colonia Lerdo.
El proyecto inició, y en 1872 se fundó una Colonia agrícola a la que llamó Colonia Lerdo en honor al presidente Sebastián Lerdo de Tejada, quien era entonces el presidente de México en el poder. La colonia Lerdo estaba ubicada a 60 kilómetros al norte de la desembocadura del río Colorado, y en la ribera este del mismo, en el Estado de Sonora. Lerdo tenía calles enmarcadas de eucaliptos. En 1873, Andrade se da cuenta de que el cáñamo silvestre, o marihuana, podría tener auge, con base en información del ingeniero y funcionario mexicano Jacobo Blanco que abundaba en las tierras bajas. La colonia estaba destinada a cultivar y cosechar el cáñamo silvestre que crecía en gran parte del delta del río Colorado. Colonia Lerdo inicialmente poblada por 73 personas, que posteriormente creció a más de 500 personas. Fundaron otras colonias a lo largo de la ribera del Río Colorado. Después de 1896 emigraron abandonando la Colonia Lerdo.La colonia Lerdo, en su época de mayor progreso, llegó a tener 800 habitantes, de los cuales 148 eran Cucapá.

### Las empresas.
En 1874 Andrade fundó y constituyó una sociedad denominada "Compañía Mexicana Agrícola, Industrial y Colonizadora de Terrenos del Colorado", misma que buscaba explotar el cáñamo silvestre el cual se decía que encontraba de manera abundante en el sur del Valle de Mexicali en Baja California. A la empresa incorporó a los accionistas y ciudadanos mexicanos radicados en San Francisco: A.F. Somellera, Carlos E. Gaxiola, Eduardo Gaxiola, Nicolás Gaxiola, Estanislao Hernández, Guillermo Andrade, Gregorio Almada, Wenceslao Yberri, William Matthews, Camilo Martín y Gregorio Urriolagoitia. Manuel Aspíroz cónsul de México en San Francisco actuó como consejero y accionista con Andrade. 
A su vez, Andrade decidió invertir en una empresa destinada para ser punto de acopio, siembra, transporte y exportación por barco de la producción agrícola, en los barcos propiedad de Andrade. Así invitó y convenció al inversionista Thomas H. Blythe, conformando a su vez, la empresa "Lerdo Landing Co". Instalaron el centro de operaciones en lo que hoy se conoce como la Mesa de Andrade, en la costa sonorense del Río Colorado, (32°05′00″N 114°56′00″O / 32.0833333, -114.9333333) aunque tenía su domicilio fiscal en Guaymas Sonora y su cuartel general estaba en San Francisco. 

### Ampliación territorial.
En 1874, asignando al ingeniero Jacobo Blanco, como el encargado del levantamiento de planos de los terrenos denunciados por la compañía, realizó los plano de los primeros 64 lotes denunciados por la empresa, de los cuales 55 fueron autorizados, para apropiarse de ellos. En el sur del actual Valle de Mexicali detectan y denuncian 60 lotes, de 2,500 hectáreas cada uno. Otros terrenos denunciados estaban localizados en y la Colonia Lerdo, en Guaymas, Son., La Paz B.C.S., San Felipe B.C., Puerto Isabel Son. (Hoy es el Golfo de Santa Clara) . En 1875 la compañía ya había adquirido un total de 55 lotes para 137,360 hectáreas a $0.20/ha. en gran parte de lo que hoy conocemos como Sur del Valle de Mexicali en Baja California. En 1876 recibieron los títulos. 

### Primeros caminos y colonización.
El compromiso de Guillermo Andrade fue de ubicar en el valle 200 familias para su colonización así como la construcción de caminos, tenía que abrir un camino que comunicara San Rafael (pueblo extinto cerca de Ensenada) y San Felipe en el Golfo de California, camino carretero es decir para circular carretas jaladas por mulas y caballos, este camino con una longitud de 300 kilómetros, otro fue el que uniría a Colonia Lerdo (pueblo extinto cerca del hoy Golfo Santa Clara Son.) con el fuerte Yuma, hoy ciudad de Yuma en el estado de Arizona, con una longitud de 120 kilómetros. La importancia de estos caminos, era que en el caso del Golfo Santa Clara a Yuma era porque el fuerte de Yuma había sido abastecido por la navegación del Río Colorado hasta el año de 1877, que perdió las condiciones de navegación, con esta vía se suministrarían de víveres, armas, bestias y demás insumos. En el caso del camino de Ensenada a San Felipe, la importancia consistía que este poblado extinto ( col. Lerdo) era en ese tiempo una de las principales poblaciones por tanto filibustero.
Después, cada uno de ellos transfirió su título de propiedad a la compañía que ellos mismos habían formado para establecer y dirigir su colonia. Sin embargo, no prosperó a causa de las inundaciones y la mayoría de inversionistas, se descorazonó y terminó por vender sus acciones al acaudalado británico, residente de San Francisco, Tomas H. Blythe que se convirtió en socio y el apoyo financiero de Andrade. A partir de entonces, Blythe proporcionó los fondos para proseguir y expandir el plan para las tierras que ahora ambos controlaban. Blythe consiguió posteriormente un permiso federal de la Secretaría de Fomento en México, para poseer bienes raíces en la zona fronteriza normalmente reservados a mexicanos. Su patrimonio aumentó y así fue como de otros predios tanto en la bahía de San Felipe, como en la Sierra de Juárez. Los títulos que recibió en 1888 amparaban una superficie de 305,753 hectáreas.

### Medios de transporte y Conectividad.
Andrade planeaba vivir en esos territorios y, seguir invirtiendo en un programa que incluía una red de transporte con un puerto para vapores en el extremo norte del Golfo de California y una conexión ferroviaria con San Francisco California. En 1877, la compañía ferrocarrilera llegó a Yuma y compró la compañía naviera "Colorado Steam Navigation Company" e interrumpió el servicio de navegación hacia el delta del Colorado. Blythe y Andrade hablaron la construcción de un ferrocarril de Yuma y Port Isabel a través de Lerdo, pero quedó en nada.
Ante esta situación, el 13 de diciembre de 1877, Andrade se hizo naviero, para restablecer el servicio que se había deteriorado y sustituir a los anteriores responsables. Firmó un contrato donde obligaba a establecer la navegación por el Río Colorado entre el Puerto Isabel y Colonia Lerdo, además de mantener la comunicación con el Fuerte Yuma, Arizona, sitio de la estación del ferrocarril sud pacífico. Formó una línea de vapores sobre el Golfo de California, denominada "Compañía Anónima de la Línea Acelerada del Golfo de Cortés", a fin de poner en comunicación al puerto de San Blas, en Nayarit, con el de Ciudad Lerdo, Sonora, tocando los siguientes puntos intermedios: Mazatlán, La Paz, Mulegé, Libertad, San Felipe y Puerto Isabel.
En mayo de 1878 compraron entre los dos los barcos, ¨General Rosales¨ y el ¨General Zaragoza¨, para recorrer todo el camino desde Lerdo hasta del golfo a San Blas, para llevar el correo entre los puertos intermedios. En julio el vapor de alta mar General Zaragoza inició una quincena corre desde San Blas hasta la desembocadura del río, tocando en Mazatlán, La Paz, Mulegé, Guaymas, Puerto Libertad y San Felipe.
El barco modelo 1851 era un vehículo de ruedas laterales, había corrido durante muchos años en los ríos Sacramento y San Joaquín como el C. M. Weber y en Bahía de San Francisco como el Guadalupe. Posteriormente, se convirtió en una hélice marítima como “Coquille”, luego se vendió a Blythe, por $30,000 y renombró como el “General Zaragoza. En la desembocadura del río, el General Zaragoza conectaba con una pequeña lancha a vapor impulsada por hélice; el General Rosales, comandada por el Capitán C. A. Eastman, remontaba el río hasta Lerdo. Sin embargo, los barcos hicieron solo unos pocos viajes por el golfo antes de que el gobierno mexicano cancelara el contrato de correo.
En agosto después de enterarse de que era menos de una cuarta parte de la carga prevista en el contrato, Blythe y Andrade necesitaban el correo para sostener los costos operativos, por lo que la cancelación del contrato mató el negocio tanto en la ruta del golfo como a lo largo de los poblados del río.El barco "Gral. Rosales" fue llevado a Guaymas y la colonia Lerdo quedó en manos de una navegación ocasional balandra aventurándose desde los puertos del golfo.

### Muerte de Blythe y ascenso de Andrade
En 1879 Blythe formó otra colonia agrícola, reclamando 80,000 acres, pero sucedió que Blythe murió en 1883 y Andrade, sin los fondos necesarios para llevar a cabo el proyecto, se mostró en lo sucesivo más como un especulador y promotor que como un inversionista agrícola. Thomas H. Blythe dejó a Andrade muchas deudas que al final, por sus conexiones políticas con su amigo Ignacio L. Vallarta, funcionario cercano a Porfirio Díaz, solucionó y terminó adquiriendo el título personal de los terrenos primero, y luego le adjudicaron los títulos de propiedad de todas las tierras de la región, haciéndolo prácticamente el dueño de todo ese territorio.Andrade se dio cuenta de que el geólogo William Phipps Blake en 1853, informó que el Valle Imperial el Sur de California, estaba aguas abajo con relación a la frontera entre México y - Estados Unidos, pero Blake murió en 1887. Posteriormente, esa información la utilizó el doctor Oliver M. Wozencraft.
En 1896, los americanos iniciaron a desarrollar el Valle Imperial, pero se dieron cuenta de que para irrigarlo se requería llevar agua del Río Colorado, asunto solamente posible si se adentraban en el territorio mexicano, pues dunas del desierto de Yuma lo impedían. Para ello conformaron la "California Development Company", misma que tuvo que crear otra para que tuviera representación en México y se constituyó la "Sociedad de Irrigación y Terrenos de Baja California". Ese asunto lo aprovechó Andrade para sus terrenos y el desarrollo del Valle de Mexicali. Para entonces Andrade era dueño de casi la totalidad de ésas tierras. Andrade fue un hombre emprendedor que gracias a las posibilidades que ofrecía la política de colonización de terrenos baldíos, sus relaciones y a las transacciones especulativas con las tierras localizadas en el Delta del río Colorado, abrió la región a las leyes del mercado, su persistencia y ambición ayudaron a transformar esa parte del Desierto del Colorado que hoy conocemos como el Valle de Mexicali, estableciendo las bases de su futuro desarrollo económico.

## Últimos años
En el año de 1904 vendió gran parte de sus terrenos a la "Colorado River Land Company" empresa latifundista y colonizadora norteamericana con todo y los derechos de agua y servidumbre. 
En 1905 comentó a un escritor que estaba agradecido por poder haber llevado a cabo las dos ambiciones más grandes que tenía en su vida: El actual éxito de su línea de buques de vapor, establecidos en la costa occidental de México y el inicio del gran desarrollo que estaba teniendo lugar en la margen baja del Río Colorado. Entre los títulos que se le daban estaba el de ser “Promotor del desarrollo de la zona que circundaba” y “Padre del Valle de Mexicali”, además de haber sido hasta su muerte el cónsul de México en Los Ángeles California.
Andrade fallece en septiembre de 1905, a los 72 años en Cd. De México.

## Vida privada
Se casó con Luisa Oceguera y tuvo 8 hijos: Guillermo, Antonio, Eduardo, Alberto Francisco, José María, Emilia, Eloísa y Mercedes. La población vecina de Los Algodones B.C. en Arizona se llama Andrade, California en honor a Guillermo y así el cruce fronterizo entre ambas localidades. De la misma manera se ha denominado Mesa Arenosa de Andrade a un lugar geográfico en las inmediaciones del Aeropuerto Internacional de Mexicali.